# سیلن (سرده)
سیلن، مگس‌گیر (نام علمی: Silene) نام یک سرده از تیره میخکیان است.

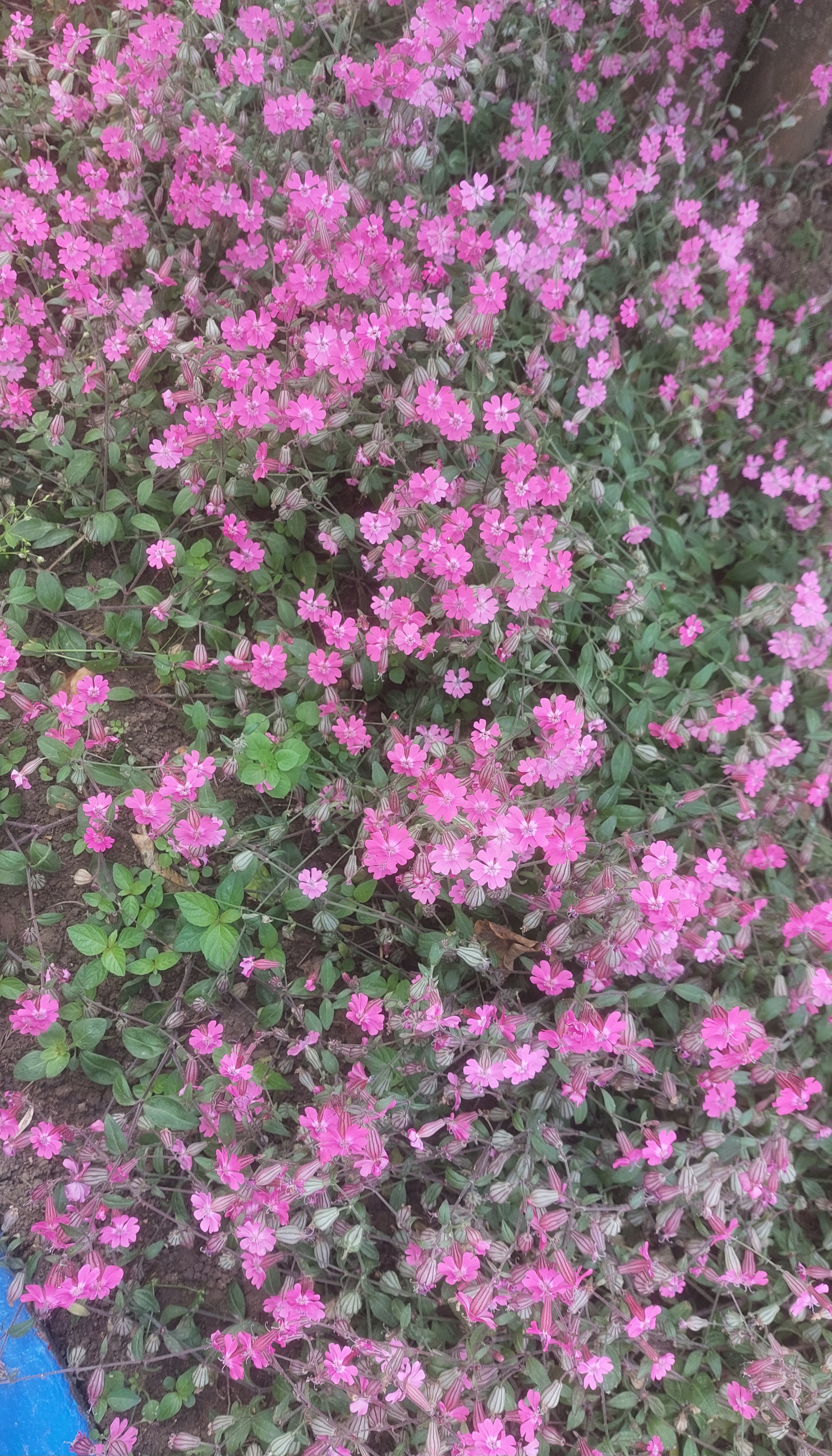
گل سیلن

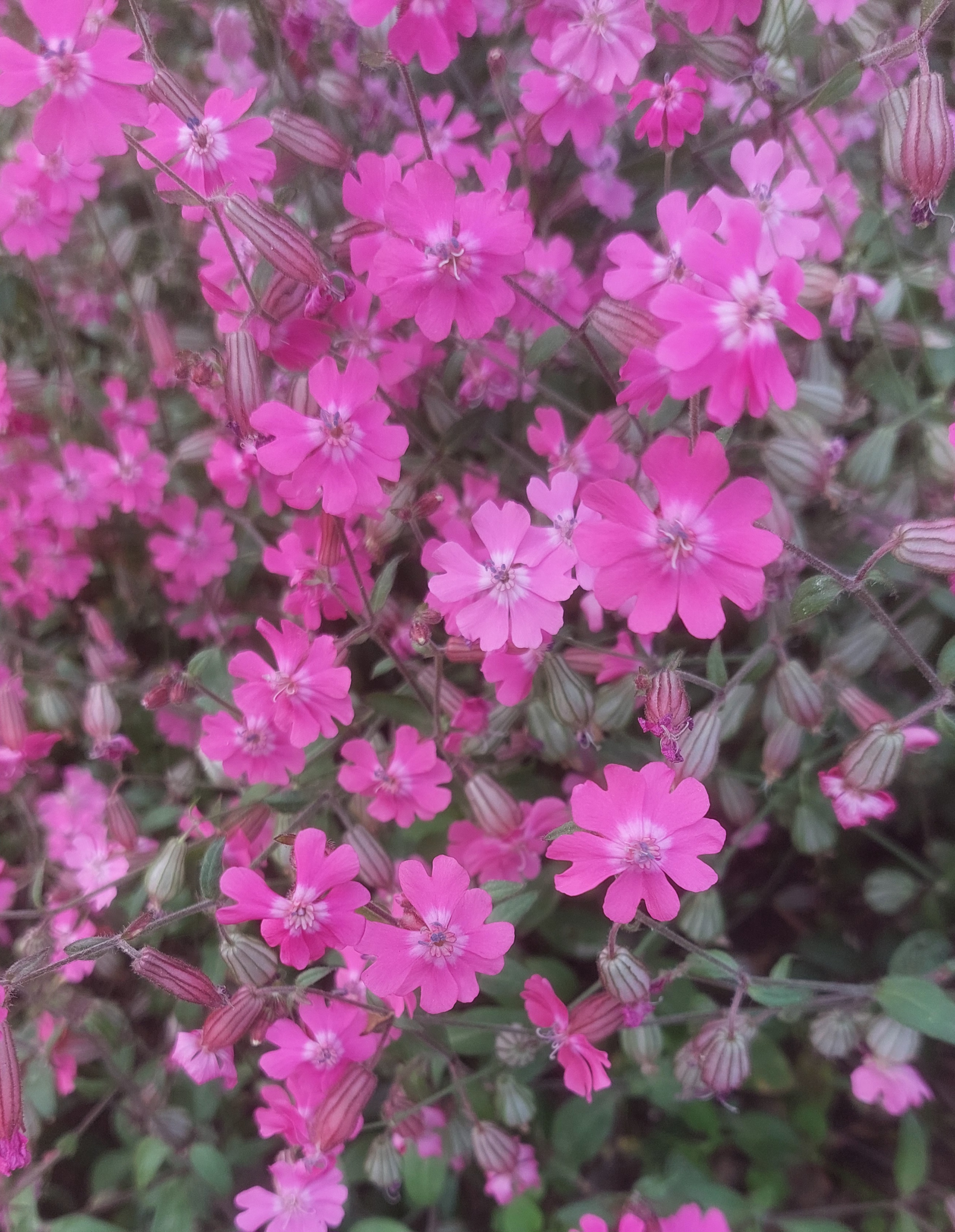
گل سیلن یا قلیانک